# Lijst van elektrische motorfietsen en bromfietsen
Dit is een lijst van fabrikanten en modellen van Elektrische motorfietsen en bromfietsen.
- Agni Motors
- Aptera 2-serie
- Brammo Empulse
- Victory Empulse (na 2015)[1]
- Brammo Enertia
- Čezeta
- Elektrische dragracemotorfiets
- Energica Motor Company
- Epeds
- FIM eRoad Racing World Cup
- Harley-Davidson LiveWire
- Johammer J1
- KillaCycle
- Lightning LS-218
- Lit Motors C-1
- Modenas CT-serie
- MotoCzysz E1pc
- MotoE World Cup
- Niu Technologies
- Peugeot Scoot'Elec
- Piaggio MP3
- Tricyclopode
- TT Zero
- TTXGP
- Uno (dicycle)
- Vectrix
- VinFast Klara
- Yamaha Passol
- Yamaha Tesseract
- Zero Motorcycles
- Zero S
- Zero X
- Zero XU

## Elektrische scooters

#### Emco
- Nova

##### NIU
- MQi
- NQi
- UQi

##### Piaggio
- 1

##### Silence
- S01
- S02

##### Super Soco
- CUX
- CPx

##### Sym
- E-Fiddle IV
- E-Mio
- E-Xpro

##### Unu
- Standard Classic
- Scooter Pro

#### Vespa
- Elettrica
- Sprint S Elettrica
- Primavera Elettrica